# Regiunea Rabat-Salé-Zemmour-Zaer
Regiunea Rabat-Salé-Zemmour-Zaer a fost una dintre cele 16 unități administrativ-teritoriale de gradul I ale Marocului în 1997-2015. Reședința sa era orașul Rabat.